# فهرست کلیساهای اصفهان
| نام کلیسا        | تاریخ بنا | بانی یا بانیان |  |  |  |
| ---------------- | --------- | -------------- |  |  |  |
| کلیسای هاکوب     | ۱۶۰۷      | اهالی محل      |  |  |  |
| کلیسای گئورگ     | ۱۶۱۱      | خواجه نظر      |  |  |  |
| کلیسای مریم      | ۱۶۱۳      | خواجه اودیک    |  |  |  |
| کلیسای استپانوس  | ۱۷۱۴      | خواجه هاکوبجان |  |  |  |
| کلیسای یوحنا     | ۱۶۲۱      | خواجه نظر      |  |  |  |
| کلیسای کاتارینه  | ۱۶۲۳      | خواجه نظر      |  |  |  |
| کلیسای بیدخهم    | ۱۶۲۸      | خواجه پطرس     |  |  |  |
| کلیسای نیکوغایوس | ۱۶۳۰      | اهالی محل      |  |  |  |
| کلیسای گریگور    | ۱۶۳۳      | خواجه خاچیک    |  |  |  |
| کلیسای میناس     | ۱۶۵۹      | اهالی محل      |  |  |  |
| کلیسای سرکیس     | ۱۶۵۹      | اهالی محل      |  |  |  |
| کلیسای نرسس      | ۱۶۶۶      | اودیک گیلانیان |  |  |  |

- کلیسای حضرت لوقا
- کلیسای سن استپانوس